# Veljko Kadijević
Veljko Kadijević (en serbio: Вељко Кадијевић; Glavina Donja, Imotski, 21 de noviembre de 1925 − Moscú, 2 de noviembre de 2014) fue un General del Ejército Popular Yugoslavo (JNA). Fue ministro de Defensa del Gobierno yugoslavo desde 1988 hasta su renuncia en 1992, lo que le convirtió de facto en Comandante del JNA durante la Guerra de los Diez Días y las etapas iniciales de la guerra en Croacia.

## Biografía
Kadijevic nació en la aldea de Donja Glavina (en la pequeña ciudad de Imotski), entonces parte del Reino de Yugoslavia, de padre serbio y madre croata. Autoproclamado como yugoslavo, en 1942 se unió a la Liga de Comunistas de Yugoslavia y su brazo armado, partisanos yugoslavos, en medio del frente yugoslavo durante la Segunda Guerra Mundial en Yugoslavia. Permaneció en servicio activo después de la guerra y terminó graduándose en el United States Army Command and General Staff College del Ejército de los Estados Unidos en 1963.
Kadijevic se convirtió en el quinto ministro de Defensa de la República Federal Socialista de Yugoslavia. Tras el colapso de la Liga de Comunistas de Yugoslavia, fue uno de los fundadores del partido llamado Liga de Comunistas - Movimiento para Yugoslavia. En mayo de 1991 señaló que si las autoridades federales y de la república "no garantizan la paz, las fuerzas armadas yugoslavas, de manera eficiente, pueden hacerlo por sí mismas." Después de dimitir de su puesto en la Secretaría Federal de Defensa Popular, Kadijevic se retiró y se fue a vivir en Serbia. El Tribunal Penal Internacional para la ex Yugoslavia (TPIY) trató de comunicarse con él en la primavera de 2001, ya que iba a ser citado como testigo, pero huyó a Moscú al día siguiente. Solicitó asilo político y en el año 2005 recibió la ciudadanía rusa el 13 de agosto de 2008 por decreto del presidente Dmitri Medvédev. En 2008 todavía residía en Moscú.

## Procesos legales
La primera acusación contra Kadijevic se publicó en noviembre del año 1992 en Bjelovar, una segunda en el año 2002 en Vukovar y la tercera en mayo del año 2006 en el condado de Osijek-Baranja por el fiscal general. El 21 de marzo de 2007, el Ministerio del Interior de Croacia emitió una orden de arresto contra Kadijevic por "crímenes de guerra contra la
población civil".
La Interpol dio una orden de arresto contra él el 23 de marzo de 2007.
Después de que Kadijevic recibiera la ciudadanía rusa, el Gobierno de Croacia envió una solicitud a Rusia para la extradición de Kadijevic. Sin embargo, aún se desconoce si Rusia accederá a ello.
De acuerdo con Marko Atila Hoare, un exempleado del TPIY, un equipo de investigación trabajó sobre las acusaciones a miembros de alto rango considerándoles como una "empresa criminal conjunta", como Milosevic, Kadijevic, Blagoje Adzic, Jović Borisav, Branko Kostic, Momir Bulatovic, entre otros. Sin embargo, tras la intervención de Carla del Ponte, estos proyectos fueron rechazados y la acusación se limitó a Milosevic.

## Apariciones públicas en 2007
El interés público en Kadijevic y su paradero se intensificó de nuevo en 2007. Se especuló ampliamente si en ese momento estaba viviendo en Florida, Estados Unidos, especulaciones que resultaron ser falsas. En marzo de 2007 la prensa croata ofreció información aparentemente contradictoria: Kadijevic está trabajando como asesor especial para el Ejército de los EE. UU. en busca de búnkeres en Irak, y también que se encontraba en Moscú como invitado de Dmitri Yazov. El 26 de marzo de 2007, el portal de noticias croata publicó una entrevista con Kadijevic en el que confirmaba que trabajaba como asesor militar de la Fuerza Multinacional en Irak, pero declaró que "no quiere decir que me encuentre allí de forma permanente", sin indicar su paradero actual.
A principios de octubre de 2007 Kadijevic apareció finalmente en Moscú, donde asistió a la presentación de su último libro Kontraudar: Moj pogled na raspad Jugoslavije. Después de esto, con 81 años de edad, Kadijevic concedió entrevistas a los medios de comunicación serbios y croatas. El 9 de noviembre de 2007 fue entrevistado por el periodista Olivera Jovićević de la emisora pública serbia Radiotelevisión Serbia (RTS), entrevista que salió al aire el 13 de noviembre de 2007 en horario estelar, como una edición especial de su programa Upitnik. Al día siguiente, 14 de noviembre, el periodista Josip Saric, de la Radiotelevisión Croata, hizo una entrevista a Kadijevic.
En esas entrevistas Kadijevic declaró que vivía en Rusia desde el año 2000 donde tenía la condición de refugiado. Ha dicho que se enteró de la masacre de Vukovar sólo después de retirarse porque el jefe de Inteligencia, general Aleksandar Vasiljević, no le informó de ese evento. Afirma que ni él ni el Ejército Popular Yugoslavo habían cometido crímenes de guerra en la ex Yugoslavia, porque era la única fuerza legal armada en Yugoslavia en el momento. También afirmó que tanto él como el JNA estaban tratando de evitar el armamento ilegal y la defensa de Yugoslavia de paramilitares emergentes. También declaró que el TPIY no es un tribunal, sino una institución política, por lo que no reconoce la Corte Penal Internacional.
Además, indicó que nunca, ni él ni el Ejército, consideraban un golpe de Estado militar como una opción en la solución de la crisis yugoslava. Esta declaración está en marcado contraste con las afirmaciones del presidente de la República Socialista Federativa de la Presidencia Borisav Jović, quien dice que, precisamente, Kadijevic y el Ejército habían sugerido un golpe de Estado como una forma de salir de la crisis, pero luego cambiaron de opinión, cuatro días después. Kadijević's response to this was that "Jović is lying". Kadijevic procedió a mencionar una reunión dos días después de la manifestación con grandes protestas del 9 de marzo de 1991, organizadas por Vuk Drašković en las calles de Belgrado, en la oficina de Jović a la que Kadijevic había sido invitado por Slobodan Milošević, donde, según Kadijevic, Milosevic le pidió que el Ejército tomase el control del país mediante un golpe militar. La aparente respuesta de Kadijevic fue la de informar a Milosevic de que no podía tomar esa decisión por sí mismo, y que había que discutir la solicitud con los jefes del Ejército y posteriormente informar a la oficina de Jović acerca de su decisión. Kadijevic dijo entonces que su decisión fue contraria a un golpe de Estado y que informó a la oficina de Jović por escrito al respecto. Jović por su parte, afirma la inexistencia de dicho.